# Popovići (Republika Serbska)
Popovići (cyr. Поповићи) – wieś w Bośni i Hercegowinie, w Republice Serbskiej, w gminie Prnjavor. W 2013 roku liczyła 548 mieszkańców.